# Nordpark (Erfurt)

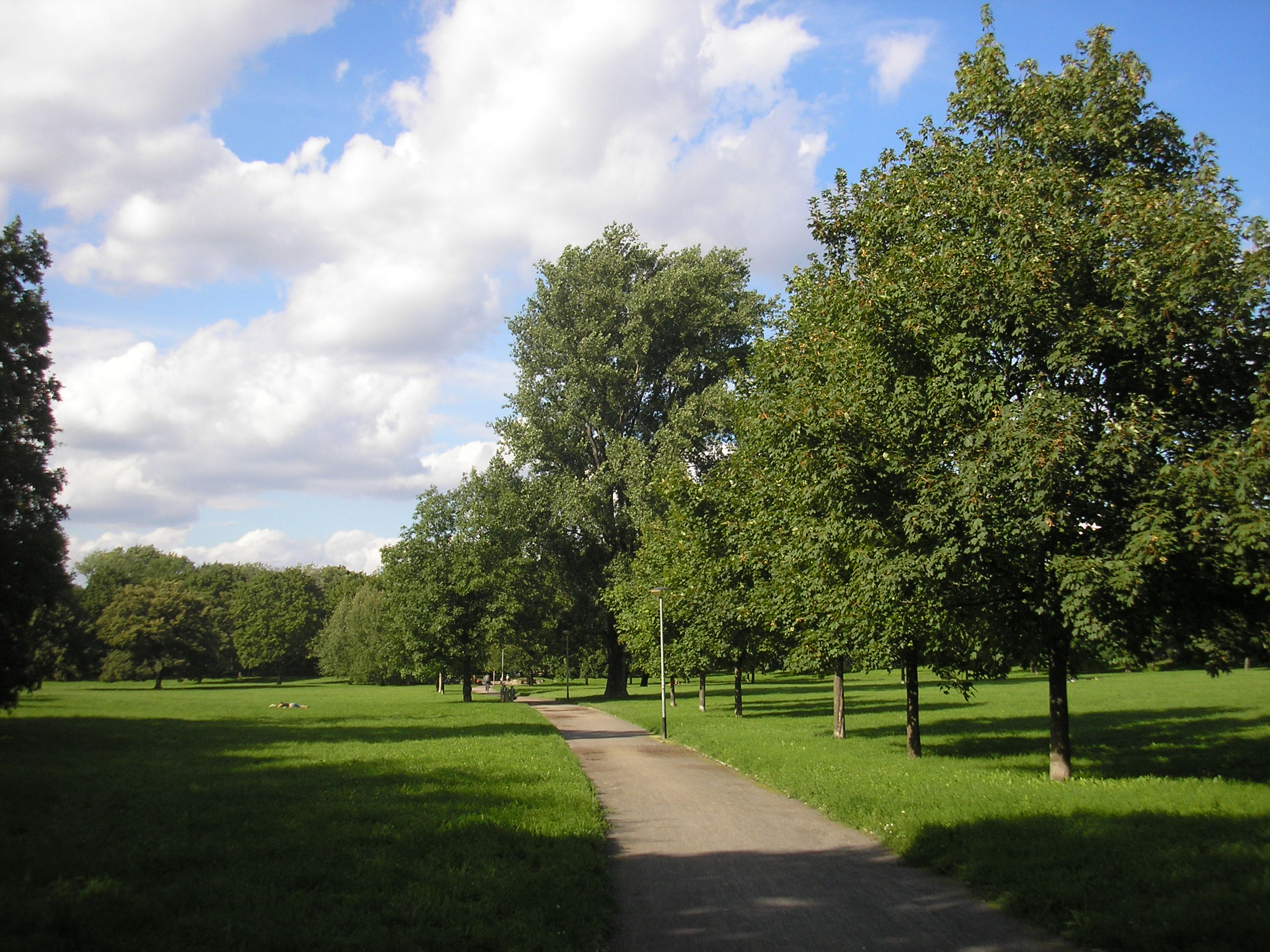
Im Nordpark

Der Nordpark ist ein neun Hektar großer innerstädtischer Park in der thüringischen Landeshauptstadt Erfurt. Er liegt an der Gera im Stadtteil Andreasvorstadt nördlich des Zentrums. Im Nordpark liegen das Nordbad Erfurt, die Jenaplanschule Erfurt, ein Sportplatz und eine Kegelbahn.
Als um 1900 Bebauungspläne für den Erfurter Norden erstellt wurden, schaltete sich der städtische Gartendirektor Otto Linne ein. Er schlug vor, zwischen der Nordhäuser Straße und der Gera einen elf Hektar großen Volkspark anzulegen, der jedoch kein Zierpark, sondern ein Naturpark mit großen Freiflächen sein sollte. Nachdem Linne 1908 nach Essen gegangen war, übernahm Max Bromme seine Stellung. 1910 wurde die Gera in ein neues Flussbett verlegt und dadurch die Auenfläche im Bereich des heutigen Nordparks trockengelegt. 1912 verabschiedete der Stadtrat den Plan zur Anlage des Nordparks, der allerdings erst nach dem Ersten Weltkrieg unter Direktor Hermann Braband zur Ausführung kam. So entstand der Park in der Zeit von 1923 bis 1925. Heute dient er als Grünanlage für umliegende Quartiere und das angrenzende Helios Klinikum Erfurt.
Im Sommer dient der Park als Startplatz für abendliche Rundfahrten mit einem Heißluftballon.